# Gelasma angulata
Gelasma angulata là một loài bướm đêm trong họ Geometridae.